# Maurice Gibb
Maurice Ernest Gibb (Douglas, 22 dicembre 1949 – Miami Beach, 12 gennaio 2003) è stato un cantante, compositore, arrangiatore e produttore discografico britannico.
È uno dei fratelli Gibb: Andy, Robin e Barry. Assieme agli ultimi due componeva il trio dei Bee Gees.

## Biografia
Maurice Gibb nacque a Douglas, nell'Isola di Man, da genitori inglesi. Maurice Gibb aveva sposato il 18 febbraio 1969 Lulu Kennedy-Cairns, una cantante scozzese conosciuta qualche anno prima. Il matrimonio fu contrastato dal fratello maggiore Barry, che riteneva entrambi gli sposi troppo giovani (all'epoca Maurice aveva 19 anni e Lulu 21). Il matrimonio durò quattro anni: nel 1973 Maurice e Lulu divorziarono (senza aver avuto figli), rimanendo però in buoni rapporti. Nel 1975 Maurice si risposò con Yvonne Spenceley da cui ebbe i 2 figli, Adam  e Samantha. Il gruppo cominciò l'attività in Australia, ma divenne famoso nel Regno Unito. I Bee Gees divennero uno dei gruppi più noti di tutti i tempi.
Nel gennaio 2003, durante un'operazione chirurgica resa necessaria da un'occlusione intestinale, Maurice venne improvvisamente colpito da un infarto e morì, a causa dei postumi di quest'ultimo, nella notte tra il 12 e il 13 gennaio, precisamente all'una, davanti agli occhi della moglie e dei due figli. I due fratelli rimasti, a seguito dell'accaduto, decisero di sciogliere il gruppo per rispetto alla memoria di Maurice, continuando comunque, in maniera indipendente, le loro carriere.

## Discografia parziale

### Discografia solista

#### Singoli
- 1970 - Railroad
- 1984 - Hold Her in Your Hand

## Filmografia
- Il nido dell'aquila (A Breed Apart), regia di Philippe Mora (1984)

## Musical
- Sing a Rude Song (1970)